# Kvinna med hatt
Kvinna med hatt (franska: Femme au Chapeau) är en oljemålning av den franske konstnären Henri Matisse. Den målades 1905, är signerad "Henri-Matisse" och ingår sedan 1990 i San Francisco Museum of Modern Arts samlingar.
Porträttet föreställer konstnärens hustru Amélie Noellie Matisse-Parayre. Med sin klara färgfältsuppdelning är målningen typisk för Matisses fauvistiska period. Målningen utfördes sommaren 1905 som Matisse tillbringade med André Derain i fiskebyn Collioure vid franska medelhavskusten. Matisse och Derain gjorde samma år skandalsuccé på höstsalongen där de fick namnet Les fauves, ”vilddjuren”, ett namn som anspelade på målningarnas våldsamma färgeffekter och de djärva förenklingarna. Mest uppmärksamhet fick Kvinna med hatt som förvärvades av Gertrude Stein och hennes bror Leo. Ett annat berömt samtida Matisse-porträtt av hustrun är Den gröna randen.